# 時空警察ハイペリオン外伝 幕末異聞伝
『時空警察ハイペリオン外伝 幕末異聞伝』（じくうけいさつハイペリオンがいでん ばくまついぶんでん）は、2010年3月7日に発売された日本のドラマCD。メディアミックス作品「時空警察ヴェッカーシリーズ」のスピンオフ作品として2009年に公開された特撮映画『時空警察ハイペリオン』の外伝作品であり、幕末の日本を舞台とし、新キャラクターとして登場する時空刑事たちと当時の志士たちの活躍を描く。

## 概要
映画『時空警察ハイペリオン』（以下、映画『ハイペリオン』と略）で、俳優として出演した声優の森久保祥太郎や寺島拓篤らの声の演技力を原作者・畑澤和也が再認識したことから、彼らの本業である「声」によるドラマとして企画された作品。
舞台が幕末とされたのは、設定上で未来からやって来た物でも、開国したばかりの当時の人々の目には諸外国からの物に見えると思われることや、若者たちが歴史を変えて未来を開拓しようとしていた時代であることが理由とされ、ドラマCDという声だけの作品にすることで、実写ドラマでは困難だった舞台設定が実現に至った。
前述の森久保や寺島が映画『ハイペリオン』出演者であることに加え、共演者の福井裕佳梨も映画『ハイペリオン』の前身『時空警察ヴェッカーシグナ』に顔出しで出演した経験を持ち、そのほかの出演者も声のみならず、将来的に本作品を実写化した際にそのまま出演することを前提としてキャスティングされており、畑澤も将来的に本作品を映像化することに前向きな姿勢を見せていた。しかし『時空警察ヴェッカーサイト』の演出が森久保祥太郎から畑澤和也に交代したことがきっかけで、その予定も消滅した。

## あらすじ
2210年。時空犯罪を取り締まる時空警察は、消息不明となった伝説の英雄・時空刑事オリオンの捜索のため、時空刑事のルーバスとウェズンの2人を過去の世界へ向かわせる。しかし2人が辿り着いたのは、目的の時代とは異なる幕末の京都であり、しかもその時代にはないはずの未来の兵器を携えた者たちが襲ってきた。かろうじて危機を脱した2人は、幕末の英雄として後世に名を残す坂本龍馬と高杉晋作の2人に出会う。

## 登場人物
坂本龍馬（演：森久保祥太郎）
幕末の英雄とされる土佐藩郷士。正体は映画『ハイペリオン』のラストで消息を絶った時空刑事オリオンこと織田優生とされるが、自身はここ数年の記憶がないと語っている。
高杉晋作（演：鈴村健一）
龍馬とともに未来の日本を切り開くことを夢見る長州藩士。病に体を冒されている。
時空刑事ルーバス（演：小野大輔）
オリオンと並び称えられるほどのベテラン時空刑事。オリオンを追ってやって来た幕末の日本で龍馬らと出会い、偽名として桂小五郎を名乗り、彼らの倒幕運動に関わっていく。
時空刑事ウェズン（演：平野良）
新任の時空刑事。初任務で尊敬するルーバスに同行するものの、生真面目な性格のため、大雑把な彼に振り回される羽目になる。偽名として伊達小次郎を名乗る。
沖田総司（演：寺島拓篤）
新撰組一番隊隊長。正体は時空特捜アレスで、映画『ハイペリオン』終盤で未来へ帰ったはずだが、ある理由により幕末の日本で行動している。
楢崎りょう（演：大本眞基子）
後に龍馬の妻となるとされる女性。さなが龍馬に疑問を抱くのとは対照的に、現在の龍馬を愛している。
千葉さな（演：福井裕佳梨）
龍馬を慕う美少女剣士。龍馬を追って京に来たものの、彼の振る舞いが以前と異なるために当惑している。

## スタッフ
- エグゼクティブ・プロデューサー：新田一郎
- 原作・脚本・演出：畑澤和也
- 脚本協力：大久保香、北野裕己
- キャスティングプロデューサー：堀川和寿
- 作曲・編曲・プログラミング：依光輝久